# السفاح التغلبي
السـفاح التغلبي (توفي سنة 69 ق.هـ / 555 م) وهـو سلمة بن خالد بن كعب بن زهير بن تيم بن أسامة بن مالك بن بكر بن حبيب بن عمرو بن غنم بن تغلب، من أقدم شعراء العرب وفرسانها وكان جراراً للجيوش في الجاهلية، وشهد وقعة خزاز، وكان على مقدمة جيش كليب، وقد أمره أن يعلو جبل خزاز فيوقد النار ليهتدي الجيش بها. عاش إلى عهد امرئ القيس وقيل إنه قتل في آخر يوم الكلاب. وله شعر قليل يفخر فيه بقومه ومعاركهم.

## حیاته
عاش السفَّاح إلی عھد  امریٔ القیس، ولما ثارت الحرب بین بني  الحارث الکندي أعمام امریٔ القیس کان ھو من روسائھا وحضر یوم الکُلَاب الأوَّل وفیه سُمّي السفَّاح لأنَّهُ سفح ما في أسقیة أصحابه وقال لا ماء لکم دون الکُلَاب. فقاتلوا عنهُ وألَّا فموتوا أحرارًا فکان ذلك سبب الظفر، وقیل أن السفَّاح قُتل في آخر یوم الکُلاب نحو سنة 555م۔ و ذکر ابن قتيبة الدِینَوَرِی أن السفاح التغلبي کان أبرصًا وأنَّهُ کان یخطب في حرب بکر وتغلب۔

## سبب تسميته بالسفاح
سمي السفاح لأنه سفح (صب) جرار الماء يوم كاظمة وقال لأصحابه: قاتلوا فإنكم إن هزمتم متم عطشاً.

## وصلات خارجية
- بوابة الشعراء : ديوان السفاح التغلبي
- لویس شیخو: شعراء النصرانية قبل الإسلام، 1991م